# Plasença (Gers)
Plasença (en francès Plaisance) és un municipi francès situat al departament del Gers i a la regió d'Occitània.

## Demografia
| 1962                                       | 1968  | 1975  | 1982  | 1990  | 1999  | 2006  |
| ------------------------------------------ | ----- | ----- | ----- | ----- | ----- | ----- |
| 1.490                                      | 1.535 | 1.576 | 1.575 | 1.657 | 1.479 | 1.468 |
| Des de 1962: població sense dobles comptes |       |       |       |       |       |       |

## Administració
| Període   | Identitat              | Partit |
| --------- | ---------------------- | ------ |
| 1886-1908 | Frédéric Maur          |        |
| 1908-1920 | Alfred Sabail          |        |
| 1920-1929 | Auguste Labadie        |        |
| 1929-1944 | Bernard Jaymes         |        |
| 1944-1969 | Louis Pérès            |        |
| 1969-1989 | Jean-Louis Quéreillahc |        |
| 1989-2001 | Jean Izaac             |        |
| 2001-     | Régis Soubabère        | UMP    |